# Гориничі
Гори́ничі — село в Україні, у Локницькій сільській громаді Вараського району Рівненської області. Населення становить 66 осіб (станом на 2001 рік), (7 осіб на 2021 рік).

## Географія
Село Гориничі лежить за 23,0 км на північний захід від Зарічного, фізична відстань до Києва — 348,7 км.

## Населення
Станом на 1989 рік у селі проживали 138 осіб, серед них — 65 чоловіків і 73 жінки.
За даними перепису населення 2001 року у селі проживали 66 осіб. Рідною мовою назвали:
| Мова       | Кількість осіб | Відсоток |
| ---------- | -------------- | -------- |
| українська | 64             | 96,97 %  |
| російська  | 1              | 1,52 %   |
| білоруська | 1              | 1,52 %   |

Населення станом на 1 січня 2007 року становить 52 чоловіка.[джерело?]
Населення станом на 30 червня 2021 становить 7 чоловік.

## Соціальна сфера
У селі є фельдшерсько-акушерський пункт.[джерело?]